# Klaus Johann Jacobs
Klaus Johann Jacobs (Brema, 3 dicembre 1936 – Küsnacht, 11 settembre 2008) è stato un imprenditore svizzero di origini tedesche.

## Biografia
Ha frequentato l'Università di Amburgo (1955-1957) e l'Università di Stanford (1969).
Ha cominciato la sua vita lavorativa nell'industria del caffè e del cioccolato. Nel 1962 ha assunto la carica di direttore commerciale della Jacobs AG e nel 1972 ne è diventato direttore generale. Nel 1982 la compagnia si è unita con l'Interfood (ex Suchard e Tobler) creando la Jacobs Suchard AG, a quel tempo il più grande produttore europeo di caffè ed il terzo al mondo dopo General Foods e Nestlé. Nel 1990 ha ceduto la Jacobs Suchard alla Philip Morris acquisendo contestualmente la Callebaut dalla Philip Morris stessa e sei anni più tardi è stato fu tra i fondatori della Barry Callebaut AG.
Nel 1990 vende la Jacobs Suchard AG alla Altria, per pagare fratelli e sorelle. Jacobs iniziò una nuova impresa dl fallimento delle società di Werner K. Rey. Dopo diverse fusioni, in particolare tra Adia Interim (Adia Personnel Service) e la francese Ecco di Philippe Foriel-Destezet, creando così nel 1996 la Adecco SA (lavoro a tempo), la più grande compagnia del suo ambito inclusa nella lista Fortune 500 (2005-2009).
Con l'intento di favorire l'educazione e lo sviluppo della gioventù, nel dicembre 1988 ha creato la Jacobs Foundation, cui nel 2001 ha devoluto l'intera sua partecipazione nella Jacobs Holding AG, per un valore di 1,5 miliardi di franchi svizzeri.
Nel 2005 l'Università di Basilea gli ha conferito il titolo di dottore honoris causa in psicologia. Ha ricevuto la medaglia d'oro del consiglio comunale di Brema per gli straordinari servigi resi alla città e la medaglia Leibniz dell'Accademia delle Scienze di Berlino.
È stato presidente e vicepresidente della World Scout Foundation (1986-2008) (della quale è stato il maggior contributore privato) e nel 2006 è stato insignito del Lupo di bronzo.
È morto a 71 anni per un tumore cerebrale.